# Anflug Alpha 1
Anflug Alpha 1 ist ein deutscher Spielfilm der DEFA von János Veiczi aus dem Jahr 1971. Wie sein Pendant Hart am Wind diente er der Werbung für die Nationale Volksarmee und entstand in enger Kooperation mit den Luftstreitkräften der NVA. Der Untertitel lautet: „Ein Film über Mut, Liebe und Bewährung“.

## Handlung
Tag für Tag fliegt das Jagdfliegergeschwader „Heinrich Rau“ der Luftstreitkräfte der NVA in Übungseinsätzen. Fünf Männer einer Fliegerstaffel stehen mit ihren Konflikten im Mittelpunkt.
Der ehrgeizige Leutnant Dieter Lenz hat in den Wolken plötzlich „Illusionen“, also Wahrnehmungsstörungen. Er muss sich mit dem Schleudersitz herauskatapultieren und landet im Krankenhaus, mit ungewissen Aussichten, ob eine Heilung möglich ist. Schlimmstenfalls drohe ihm dauernde Lähmung. Seine Freundin, die Studentin Anka, hält zu ihm, obwohl er sie zuerst nicht an sich binden möchte.
Unterleutnant Jochen Kullas, für den Lenz wie ein Bruder ist, hat sich nach erfolgreichem Besuch der Offiziersschule als vierter Flieger der Staffel als Ersatz für Lenz zu bewähren. Seit dem Vorkommnis ringt Kullas mit Angstgefühlen. Soll er sie einfach unterdrücken oder offen aussprechen und damit ein Startverbot riskieren?
Gleichzeitig muss sich Kettenkommandeur Major Thomas Milan mit dem altersbedingten Abschied vom aktiven Fliegen abfinden. Die jährliche flugmedizinische Kontrolle bescheinigte ihm zusätzlich unzureichendes Sehvermögen. Ein harter, aber nicht unerwarteter Schlag. In Zukunft soll Milan einen verantwortungsvollen Bodenposten in der Führungsgruppe übernehmen.
Oberleutnant Roland Herzog ist in die Lehrerin Sigrid verliebt. Er will heiraten, doch sie fühlt sich nach dem tragischen Tod ihres Mannes vor zwei Jahren – eines Bombenentschärfers, dessen Tod am Anfang des Filmes geschildert wird – nicht stark genug, erneut die Frau eines „Helden“ zu sein. Für Herzog steht es außer Frage, die Fliegerei aufzugeben. Trotzdem hofft er auf ein Familienglück mit Sigrid und ihrem Sohn.
Hauptmann Helmut Wendland ist Flugzeugführer in der Kette Milan und der Parteisekretär – ein offensichtlich sozialistisch geprägter Mensch, der die Kameraden scheinbar gut kennt. Wendlands Einstellung ist Thema mancher Diskussion mit seinem Bruder, der der DDR zwar auch positiv gegenübersteht, seine Zukunft aber nicht in der NVA, sondern in einem zivilen Studium sieht.

## Gezeigte Flugzeuge
Im Film werden hauptsächlich Jagdflugzeuge des Typs MiG-21 gezeigt. Die taktischen Nummern, die bei NVA-Kampfeinsitzern dreistellig und rot waren, wurden aus Geheimhaltungsgründen durch Hinzufügen einer weiteren Ziffer verfremdet. Dieses Verfahren war bei Veröffentlichungen von Bildmaterial zu DDR-Militärflugzeugen allgemein üblich. Die hinzugefügten Ziffern sind im Film teilweise deutlich erkennbar. Während der Darstellung einer Übung wird eine sowjetische Jakowlew Jak-28 gezeigt, die als Zieldarstellungsflugzeug fungiert. In einer anderen Szene sind ebenfalls sowjetische Antonow An-8 zu sehen, die das NVA-Jagdfliegerregiment bei einer Verlegungsübung unterstützen. Die NVA verfügte zum Zeitpunkt der Dreharbeiten über keine eigenen Transportflugzeuge mit Heckladerampen, die die gezeigten Fla-Geschütze hätten aufnehmen können. Im gleichen Zusammenhang werden Transportflugzeuge der NVA vom Typ Iljuschin Il-14 gezeigt, die allerdings nicht, wie der Film nahelegt, zum Jagdfliegergeschwader, sondern zur Transportfliegerstaffel 24 in Dresden gehörten. Des Weiteren sind Hubschrauber der Typen Mi-4 und Mil Mi-8 im Film zu sehen.

## Produktion
Anflug Alpha 1 war ein außergewöhnlich teurer Film, der ein Budget von gut vier Millionen Mark hatte. Damit überschritt er den Durchschnitt der DEFA-Filmproduktionen um etwa ein bis zwei Millionen Mark. Die Idee zum Film kam nicht von der NVA, sondern aus dem Bereich der Gruppe Babelsberg. Ebenso wurde er nicht im offiziellen Parteiauftrag gedreht. Die ersten Ideen wurden im Februar 1968 gesammelt. Das erste Exposé des Films wurde Zwischen Himmel und Erde betitelt, das zweite, 1969, dann mit Kette Milan. Die Recherchen fanden mit Unterstützung der NVA beim Jagdfliegergeschwader 8 in Marxwalde statt. Die DEFA drehte den Film von Sommer bis Frühherbst 1970 im und mit dem Jagdfliegergeschwader 9, welches auf dem Flugplatz Peenemünde stationiert war.
Der Film verfolgte das Ziel, „die Wehrbereitschaft junger Menschen zu fördern“, und vermittelte eine „unterschwellige… Werbung für die sozialistischen Luftstreitkräfte“. Anflug Alpha 1 ist die einzige Spielfilmproduktion der DEFA, bei der der Gegner in Gestalt der NATO konkret auftritt. Das einfliegende Flugzeug hätte laut Filmplan ein Starfighter der Bundeswehr „mit gut erkennbaren Hoheitszeichen“ sein sollen, vermutlich waren aber nur Aufnahmen von Flugzeugen der US Air Force vorhanden. Im Buch – 1973 veröffentlichte Drehbuchautor Wolfgang Held nach dem Film den Roman Schild überm Regenbogen im Militärverlag der DDR, der 1984 erneut aufgelegt wurde – wird dieses Flugzeug als „westdeutsche Phantom“ bezeichnet.
In der Literatur wird vor allem die Darstellung der NVA, der Illusionen beim Flug und der Flugmedizinischen Untersuchung als „äußerst realistisch“ bezeichnet, zumal im Institut für Flugmedizin in Königsbrück die echten Ärzte und Schwestern auftraten. Auch die Tätigkeit des Parteigruppenorganisators und das Verhältnis von Vorgesetzten und Untergebenen wird als zutreffend eingestuft. Die Illusionen beim Flug werden durch Überblendungen dargestellt, indem zunächst der Pilot in seiner tatsächlichen Fluglage gezeigt wird und dann in mehreren Stufen dessen „gefühlte Fluglage“ dazugeblendet wird. Der Zuschauer kann so die Irritation des Piloten gut nachvollziehen. Als unrealistisch wurden dagegen die (verbotenen) Tiefflüge der MiG-21-Ketten am Strand eingeschätzt.
Vor und während der Dreharbeiten kam es zu Koordinierungsschwierigkeiten, unerfüllbaren Forderungen und Geheimhaltungsproblemen, vor allem auf den sowjetischen Feldflugplätzen. Durch die diversen Verzögerungen konnte der Film nicht, wie ursprünglich geplant, zum 15. Jahrestag der NVA am 1. März 1971 in die Kinos kommen. Die Filmpremiere fand schließlich am 25. Juni 1971 in Frankfurt (Oder) auf der Erich-Weinert-Freilichtbühne statt. Zeitgleich wurde der VIII. Parteitag der SED abgehalten. Am 2. Juli 1971 kam der Film in die Kinos der DDR. Insgesamt erreichte der Film in den Kinos nur eine Zuschauerzahl von 224.000 Besuchern, was für DDR-Verhältnisse als mäßig galt. Der Film blieb 13 Wochen im Programm und spielte 250.000 Mark ein. Geplant waren jedoch zwei Millionen Mark an Einnahmen. Er wird daher in der Literatur als „finanzielles Desaster“ mit „dilettantischer Drehbuchadaption“ und als „einer der erfolglosesten DEFA-Filme“ bezeichnet. Dramaturg des Filmes war Walter Janka. Eine Fernsehausstrahlung in der DDR erfolgte erstmals am 12. September 1973 auf DFF 1. Im August 2014 erschien der Film bei Icestorm auf DVD.

## Kritik
Die zeitgenössische Kritik der DDR sah den Film differenziert. Renate Holland-Moritz lobte das „in ihm enthaltene dokumentarische Material über die gefahrenvolle und dennoch schöne Arbeit unserer Piloten“, das „informativ und interessant [sei], und das gewiß nicht nur für technisch ambitionierte und abenteuerlustige Jugendliche“. Über die Darstellung zwischenmenschlicher Beziehungen, den eigentlichen Spielfilm also, „wollen wir stumm und ergriffen den Mantel der Nächstenliebe […] breiten“, so Holland-Moritz süffisant. Die Junge Welt schrieb, dass der Drehbuchautor die „notwendig knappe… und wenig poetische… Ausdrucksweise der Soldaten“ auch auf die zwischenmenschlichen Beziehungen übertrug: „So wirken die Dialoge steif und hölzern, teilweise agitatorisch vordergründig“.
„Trotz gelungener Flugaufnahmen und aufschlussreicher Einblicke in den Alltag der Nationalen Volksarmee in der Konfliktgestaltung oberflächlich und künstlerisch unbefriedigend“, schrieb der film-dienst.

## Auszeichnung
Die Mitwirkenden von Anflug Alpha 1 wurden von der Nationalen Volksarmee 1971 mit zahlreichen Verdienstmedaillen ausgezeichnet:
- Verdienstmedaille der Nationalen Volksarmee in Gold: Wolfgang Held, Michail Uljanow
- Verdienstmedaille der Nationalen Volksarmee in Silber: Walter Janka, Eberhard Borkmann, Günter Heimann, Alfred Müller
- Verdienstmedaille der Nationalen Volksarmee in Bronze: Stefan Lisewski, Klaus-Peter Thiele, Peter Aust, Ingolf Gorges, Wolfgang Bransky, Kollektiv der Trickaufnahmen

Siegfried Nürnberger erhielt 1971 die Medaille der Waffenbrüderschaft in Silber, während Regisseur János Veiczi ebenfalls 1971 mit der Verdienstmedaille der DDR ausgezeichnet wurde.

## Überlieferung
2016 erschien von Icestorm Entertainment eine DVD-Edition, aktuell (2023) kann der Film auf Prime Video gestreamt werden.